# Lago di Braies
Il lago di Braies (Pragser Wildsee in tedesco) è un lago alpino situato in Val di Braies (una valle laterale alla Val Pusteria) a 1.496 m s.l.m.  nel comune di Braies (BZ), a circa 97 km da Bolzano.

## Toponimo
Il nome del lago è attestato nel 1296 come Hünz an den Se, nel 1330 come Praxersee, nel 1400 come See in Prags, nel 1620 come Pragsersee e nel 1885 come Pragser Wildsee; l'appellativo di wild ("selvaggio") è pertanto ottocentesco, e forse è da ricollegare all'alpinismo che in quel periodo inizia a diventare un fenomeno di massa. Il nome italiano "lago di Braies" è del 1940, mentre nel primo Prontuario del 1923 compare ancora come "Pragser Wildsee".

## Geografia

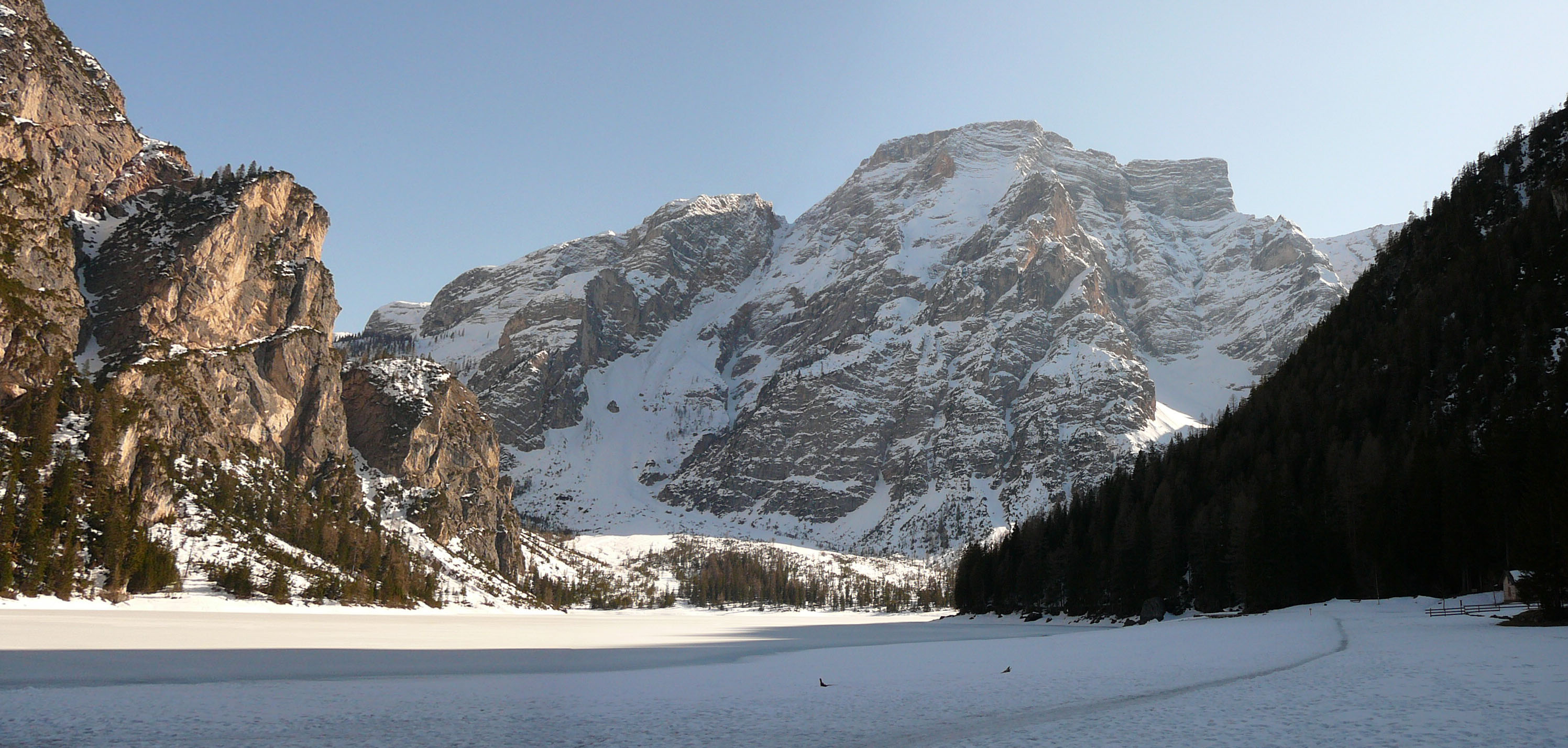
Il lago di Braies e sullo sfondo la Croda del Becco (Seekofel)

Il lago giace ai piedi dell'imponente parete rocciosa della Croda del Becco (ted. Seekofel, ladino Sass dla Porta, 2.810 m) e si trova all'interno del parco naturale Fanes - Sennes e Braies.
Ha un'estensione di circa 33 ettari con una lunghezza di 1,2 km e una larghezza di 300-400 metri. È uno dei laghi più profondi della provincia di Bolzano, con ben 36 metri di profondità massima e una profondità media di 17 metri. La temperatura massima dell'acqua è di 14 °C. È un lago di sbarramento, in quanto la sua creazione è dovuta allo sbarramento del rio Braies a causa di una frana staccatasi dal Sasso del Signore.
Il lago è una meta turistica ed è circondato su tre lati da cime dolomitiche, tra cui la Croda del Becco. È il punto di partenza dell'Alta via n. 1 delle Dolomiti detta "La classica" che arriva fino a Belluno ai piedi del gruppo della Schiara.

## Storia

### Durante la seconda guerra mondiale

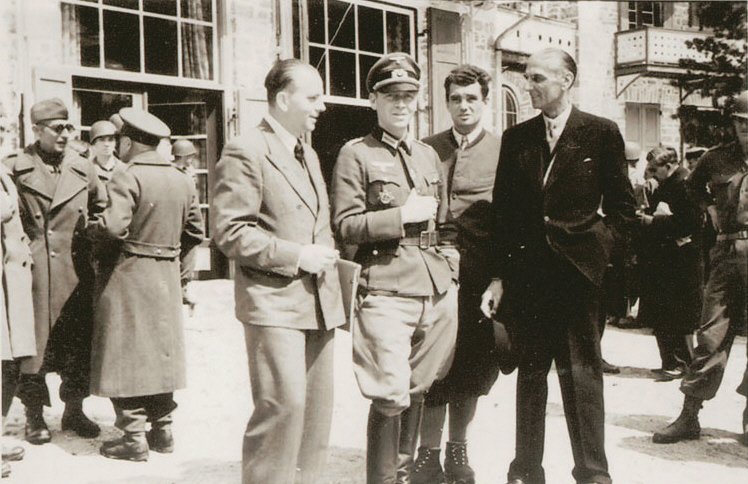
Gli ostaggi colonnello Bogislaw von Bonin (al centro) e Sigismund Payne Best (a destra) subito dopo la liberazione, di fronte all'hotel Pragser Wildsee il 5 maggio 1945

Presso l'hotel del lago di Braies (Hotel Pragser Wildsee) si è verificato uno degli ultimi episodi della seconda guerra mondiale in Italia.
Verso la fine di aprile del 1945 le SS vi condussero 141 prigionieri, molti dei quali illustri: l'ultimo cancelliere austriaco prima dell'Anschluss (l'annessione nazista dell'Austria, nel 1938) Kurt Alois von Schuschnigg, l'ultimo primo ministro della Terza Repubblica francese Léon Blum, il generale italiano Sante Garibaldi, il figlio del maresciallo Pietro Badoglio, l'ex primo ministro ungherese Miklós Kállay, il comandante in capo dell'esercito greco generale Alexandros Papagos, con tutto il suo stato maggiore, il tenente sovietico Vassilij Kokòrin (nipote del commissario del popolo agli affari esteri dell'URSS Vjačeslav Michajlovič Molotov), Nikolaus von Horthy (figlio del reggente del regno ungherese ammiraglio Miklós Horthy), il vescovo francese di Clermont-Ferrand Gabriel Piguet, l'ex-capo di stato maggiore tedesco e generale d'armata Franz Halder con la consorte, nonché numerosi familiari del colonnello di stato maggiore tedesco conte Claus Schenk von Stauffenberg, autore dell'attentato a Hitler del 20 luglio 1944.
La mattina del 4 maggio 1945, alle 6:45, arrivò presso il lago di Braies la prima pattuglia americana e avvenne la cessione dei 141 ostaggi agli alleati. I tedeschi della Wehrmacht furono disarmati e fatti prigionieri. Le armi furono lasciati al capitano von Alvensleben e a un altro ufficiale, tenendo conto del loro comportamento. Per i tedeschi presenti tra i prigionieri si decise che coloro che non avevano avuto alcun rapporto con i nazisti avrebbero potuto essere liberati dopo un periodo di detenzione a Capri. Tutti gli altri tedeschi vennero arrestati. Tra di loro il generale Alexander von Falkenhausen, il generale d'armata Franz Halder, il principe Filippo d'Assia, Hjalmar Schacht, il generale Georg Thomas, Fritz Thyssen. L'ex cancelliere austriaco Kurt von Schuschnigg fu liberato assieme alla sua famiglia e scelse di emigrare negli USA.

### Dopo la seconda guerra mondiale
Per ricordare gli avvenimenti, presso l'omonimo hotel nel 2006 è stato istituito lo Zeitgeschichtsarchiv Pragser Wildsee ("Archivio di storia contemporanea del lago di Braies") che organizza convegni e dibattiti e pubblica una collana scientifica, sempre su temi legati alla resistenza al nazismo.
Altra vicenda storica è la tragedia del ponticello di Braies, dove il 7 marzo 1970 persero la vita sette alpini a causa di una valanga che si è staccata lungo la valle di Braies.

### Leggenda sulle origini del lago
La leggenda vuole che la vallata di Braies fosse abitata da brutti selvaggi che custodivano l'oro delle vicine montagne, prezioso per il suo splendore ma che li rendeva duri nell'animo.
Quando nella valle apparvero allevatori con il loro bestiame, i selvaggi regalarono loro alcuni oggetti d'oro. Gli allevatori alla vista di tale abbondanza d'oro divennero avidi e iniziarono a impadronirsi della materia prima. La popolazione dei selvaggi decise di impedire loro di raggiungere le montagne e fece sgorgare alcune sorgenti d'acqua, che crearono a valle il lago di Braies, che impediva agli allevatori di poter rubare altro oro ai selvaggi.
Secondo la tradizione ladina il nome Sass dla Porta deriverebbe dalla saga del Regno dei Fanes, un antico reame della mitologia ladina, che sarebbe esistito nelle attuali vallate dolomitiche in tempi immemorabili. Ogni anno, in una notte di luna piena, i pochi superstiti del popolo dei Fanes, distrutto dall'avidità di un re usurpatore, escono dall'enorme buco naturale scavato nella roccia del monte e fanno in barca il giro del lago, guidati dalla loro regina e da Lujanta, mitica eroina.

## Turismo

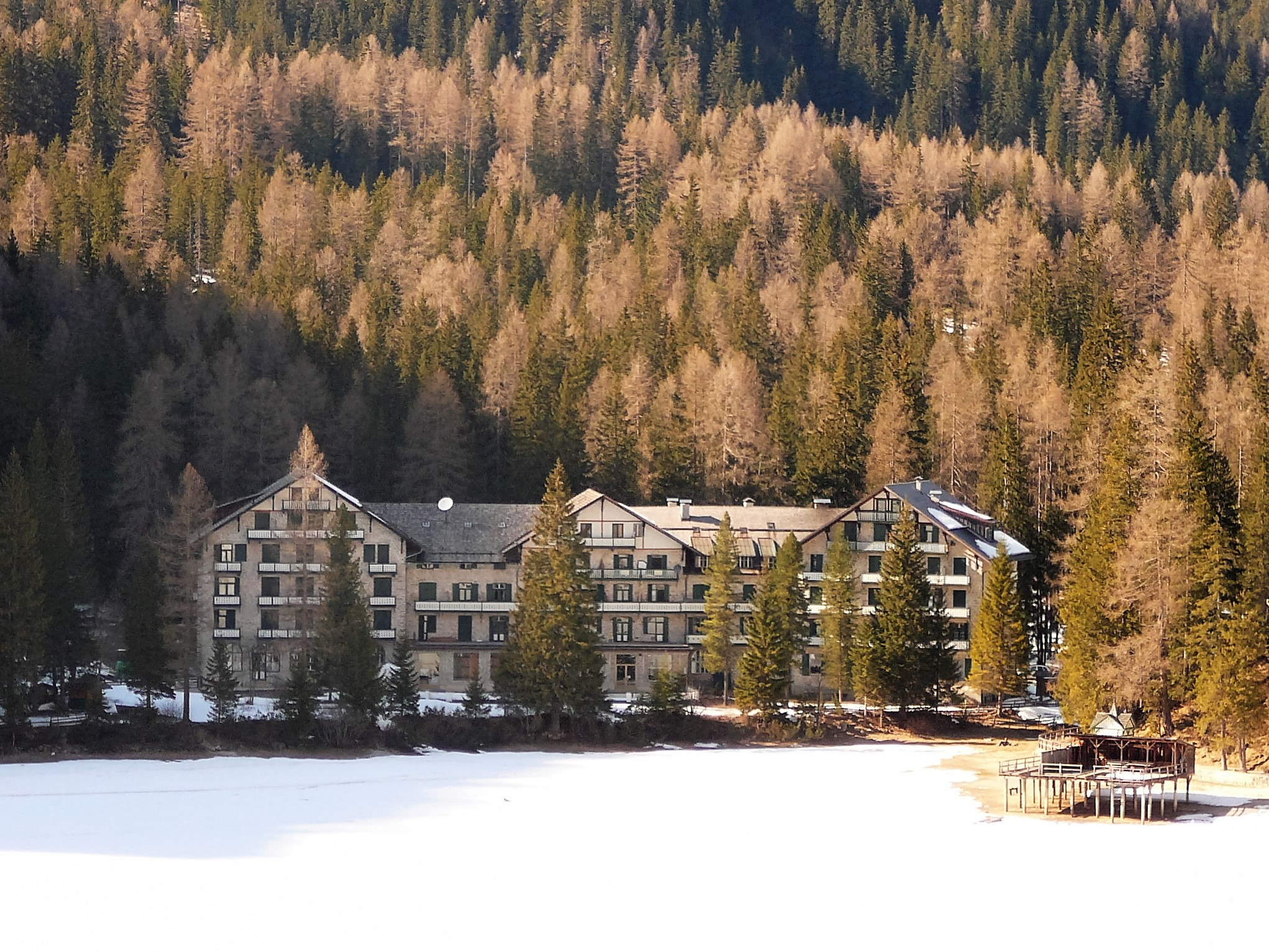
L'albergo accanto al lago

Negli ultimi anni, anche grazie alla serie televisiva Un passo dal cielo, il lago di Braies è diventato uno dei luoghi più visitati del Trentino-Alto Adige. L'enorme affluenza ha costretto gli amministratori locali a implementare politiche di contenimento del turismo mediante la prenotazione obbligatoria e la riduzione degli accessi con auto private.

## Filmografia
- Nell'estate 2010 sulle sponde del lago di Braies è stata girata la serie televisiva Un passo dal cielo, trasmessa da Rai 1 dal 2011, incentrata sulla vita di Pietro (interpretato da Terence Hill), un comandante di squadra del Corpo forestale della provincia autonoma di Bolzano di San Candido, comune che fa parte del parco naturale Tre Cime in Alta Val Pusteria.[12]
- Nell'estate del 2012 è stata girata la seconda serie della fiction, e nel 2018 la quinta stagione.
- Il 28 dicembre 2016 è stata trasmessa su Rai Storia la seconda puntata della serie documentaria Speciali Storia - Ostaggi delle SS, che ricostruisce con attori la vicenda dell'aprile 1945 dei prigionieri del lago di Braies.[13][14]

## Sport
Dal 2012 si tengono delle competizioni di curling sulla superficie ghiacciata del lago durante la stagione invernale.

## Galleria d'immagini

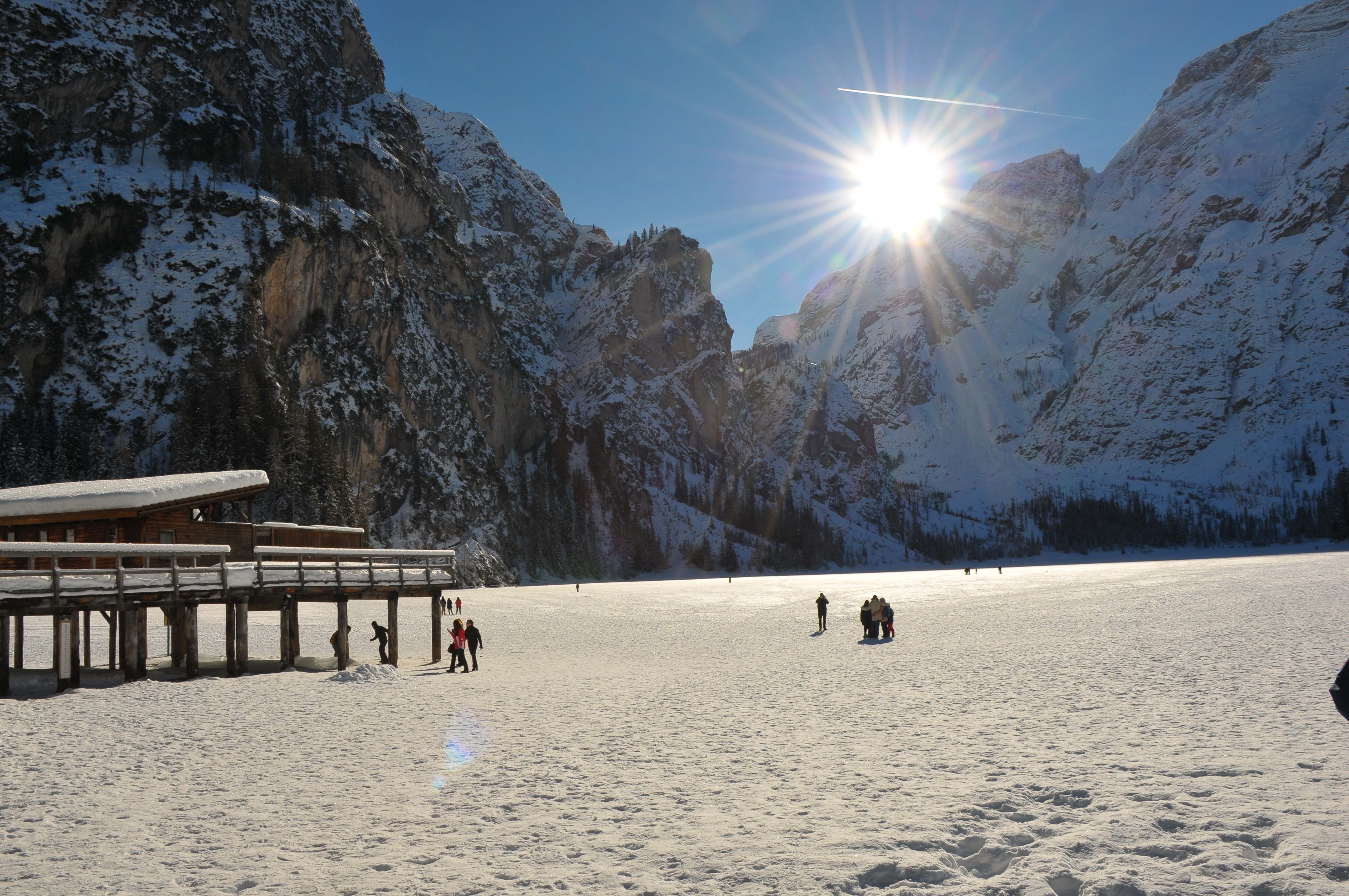
Il lago di Braies in inverno
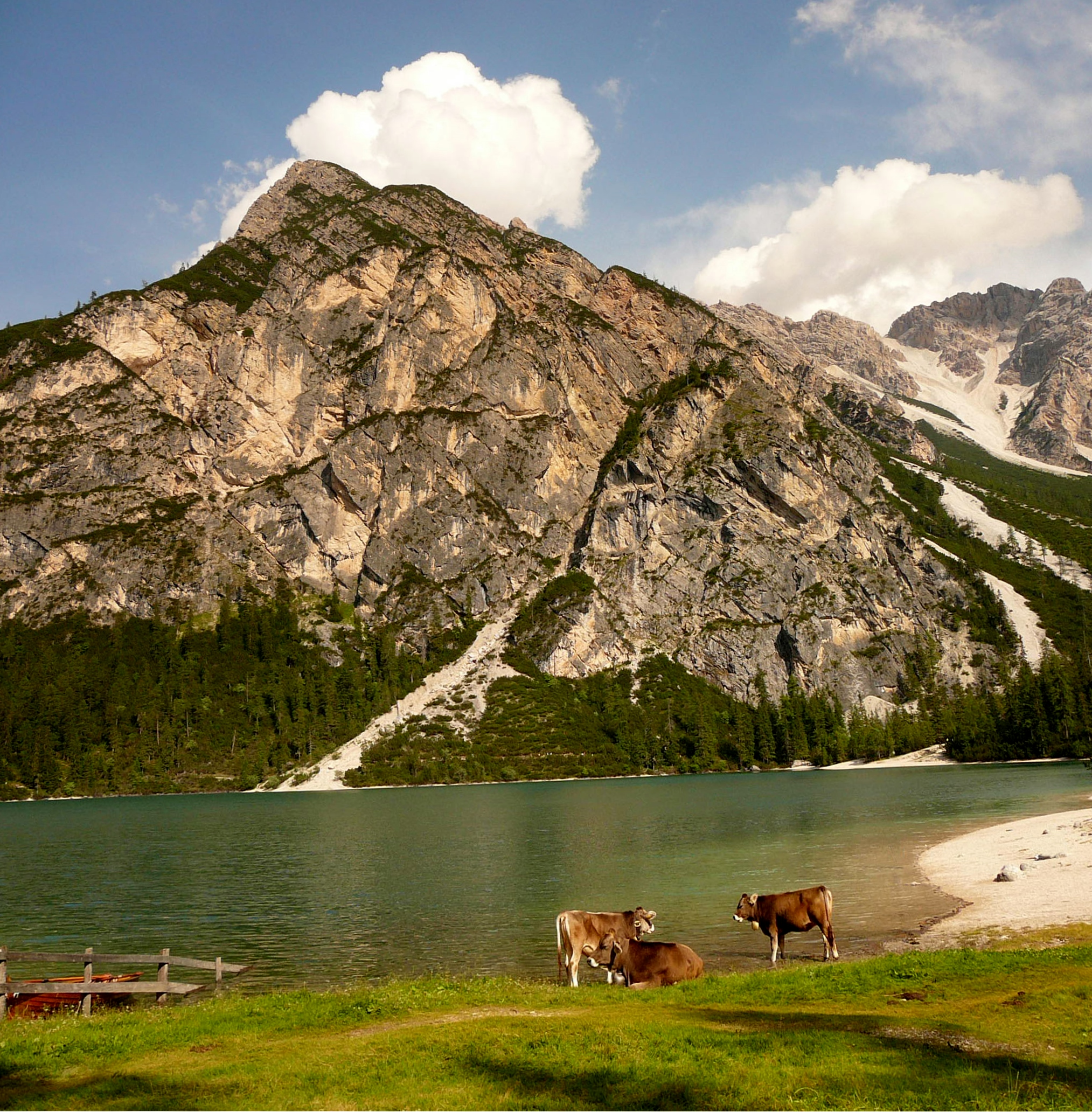
Il lago di Braies
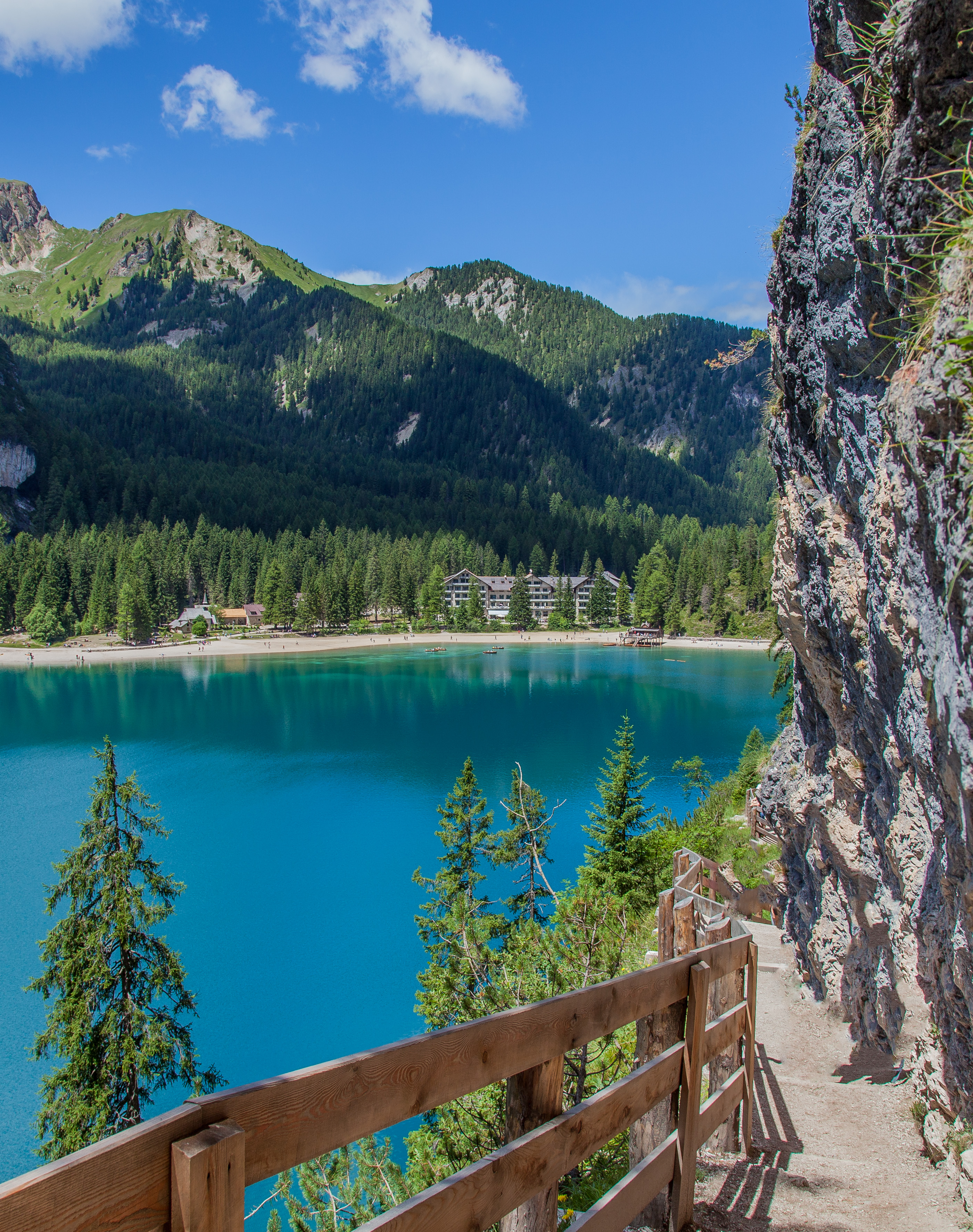
Il lago e l'albergo visti dal sentiero che corre lungo il perimetro del lago
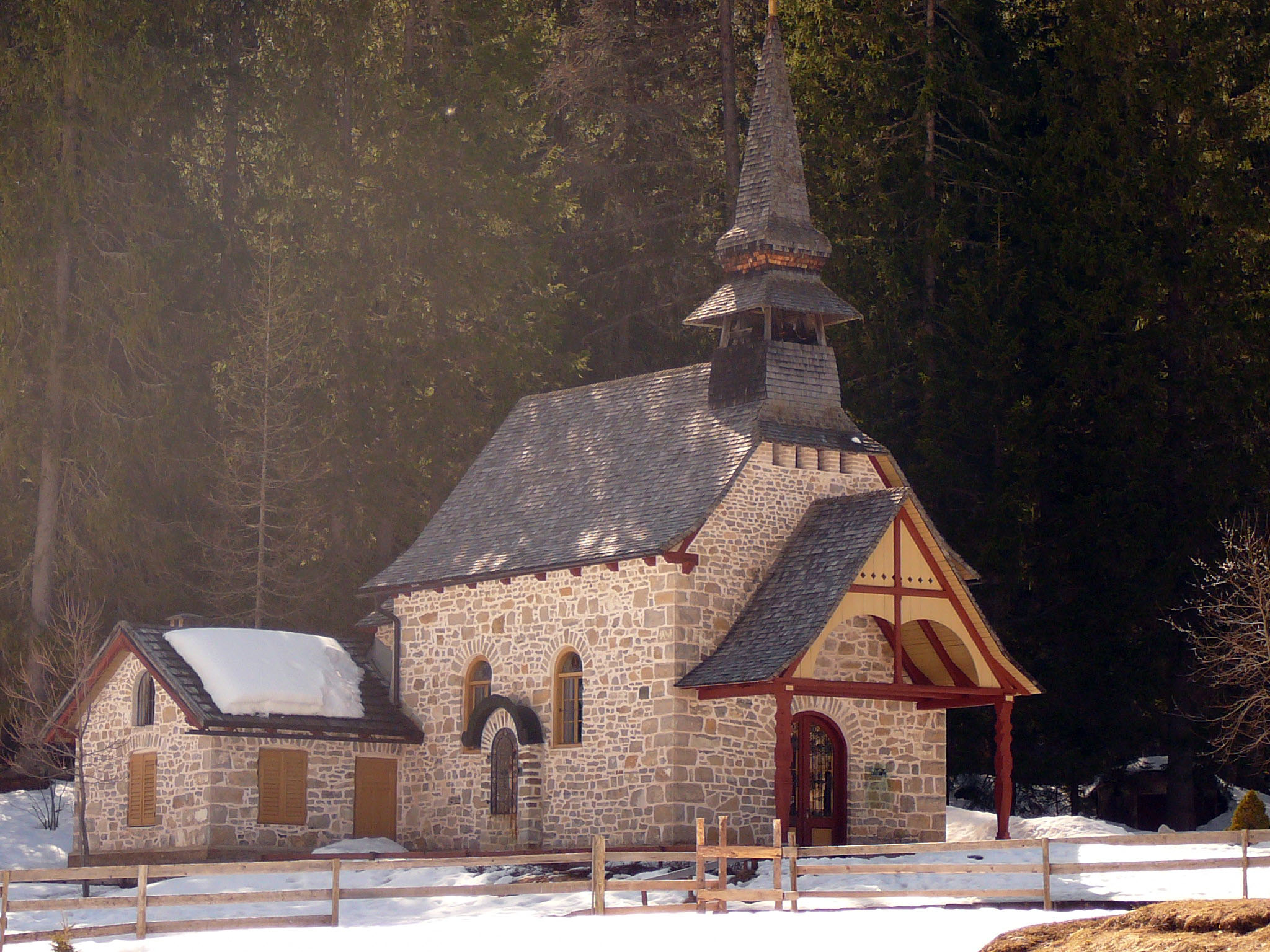
La chiesetta vicino al lago (Marienkapelle)
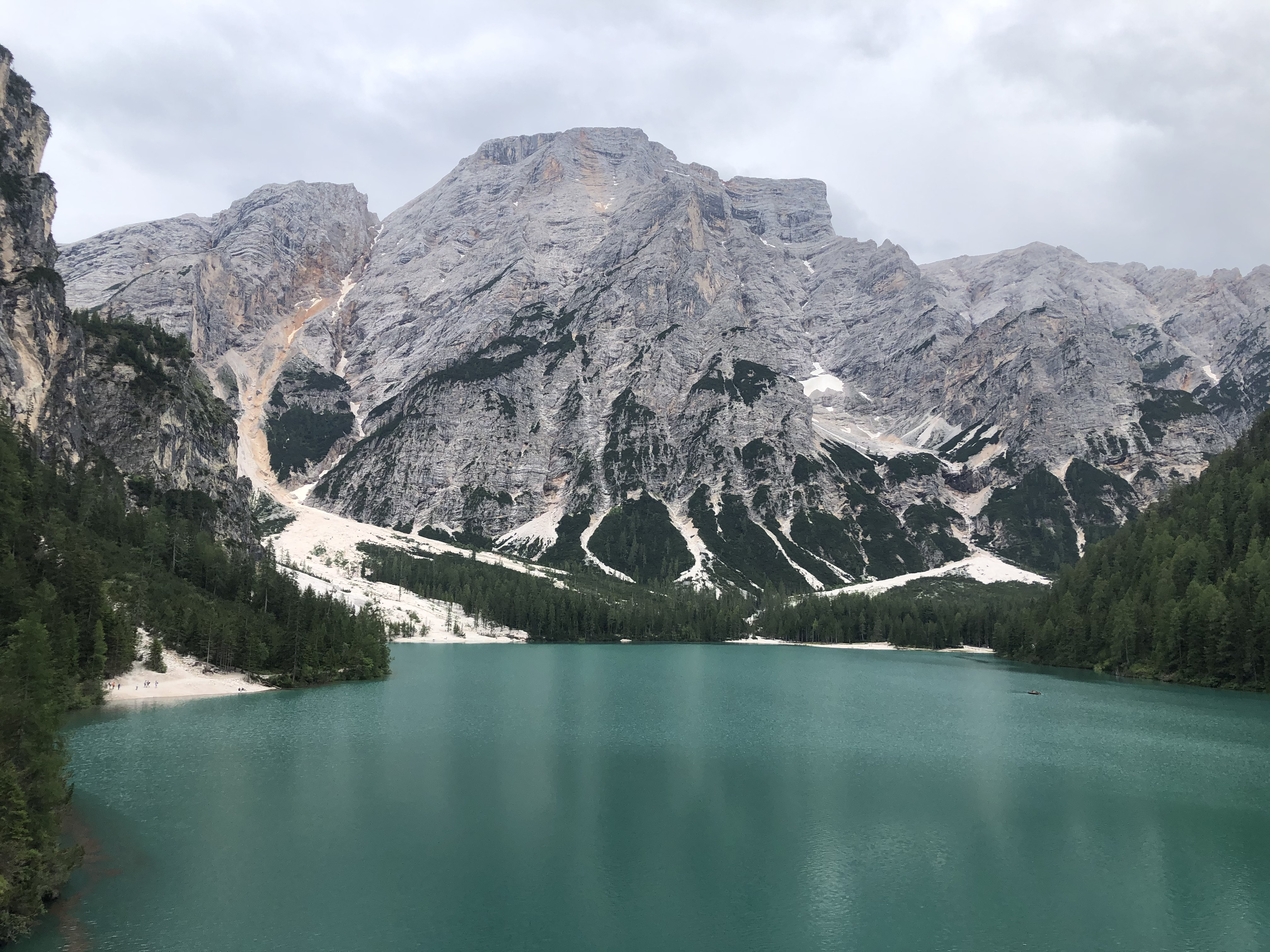
Il lago di Braies